# Parco regionale di Veio

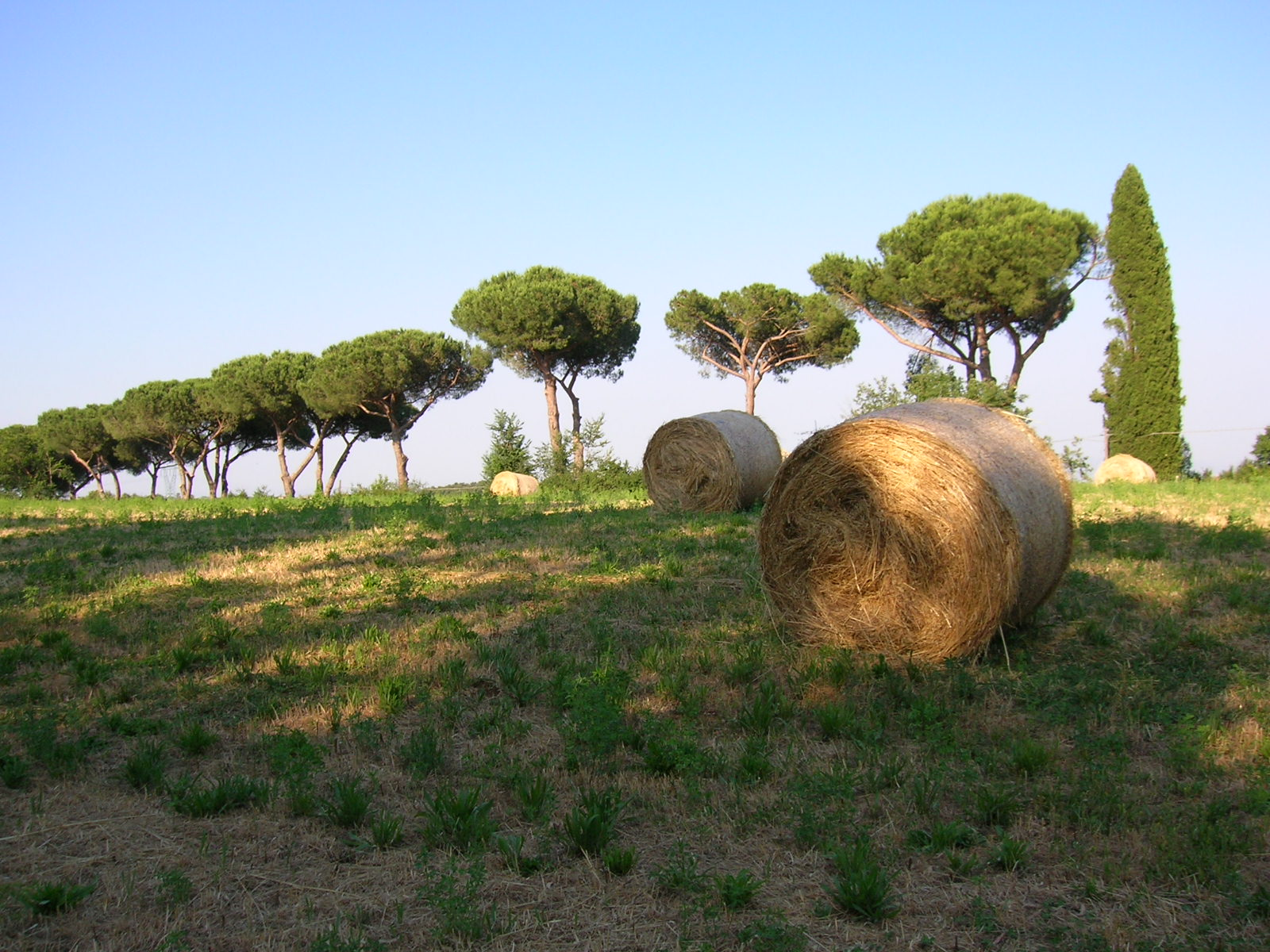
Campo nel Parco di Veio

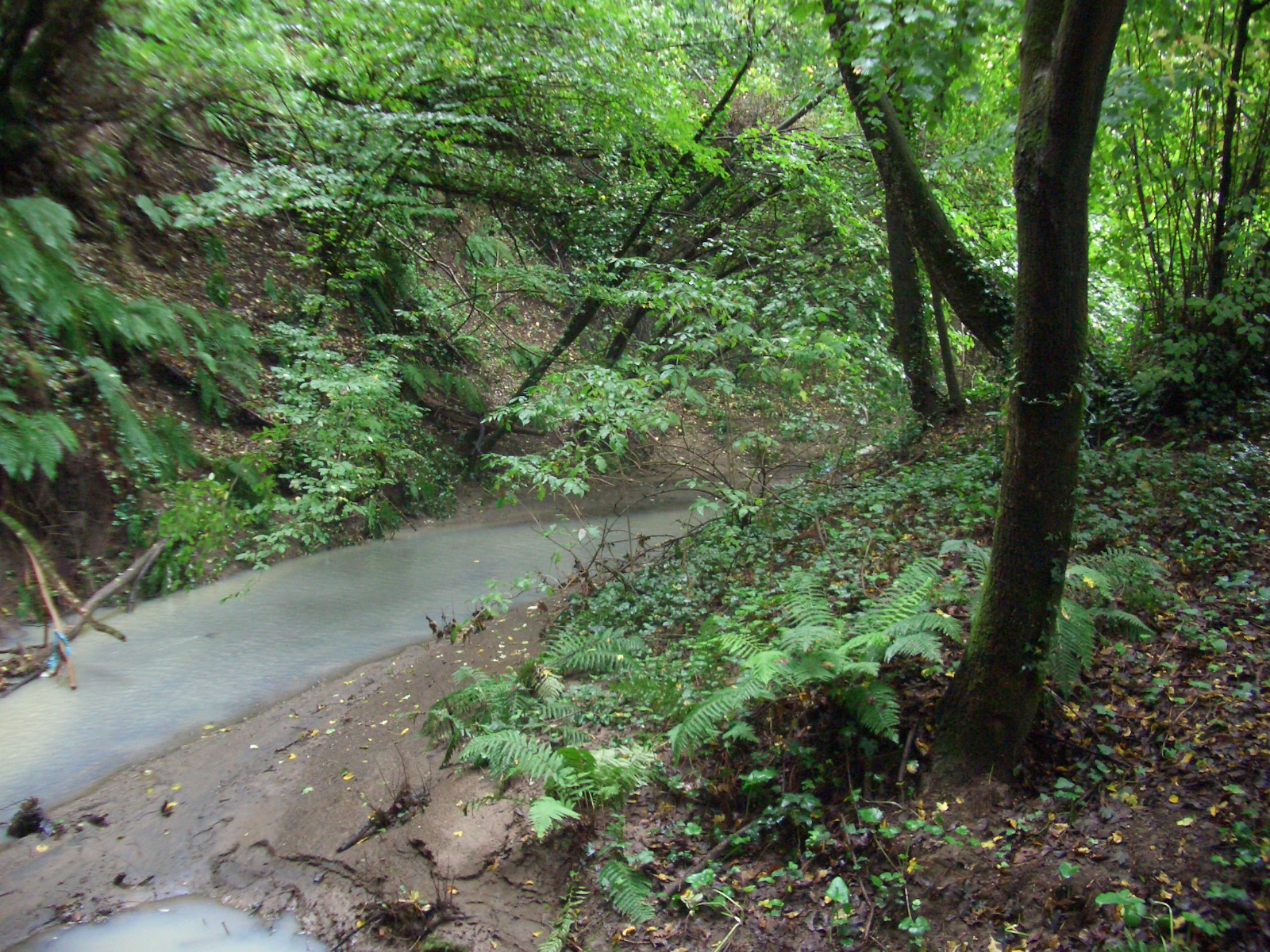
Fosso dei Costaroni (Formello)

Il parco regionale di Veio è un'area naturale protetta che si trova nella provincia di Roma. Il suo territorio forma un triangolo delimitato dalla via Flaminia ad est, la via Cassia ad ovest e la provinciale Campagnanese a nord. Il territorio interessa il cosiddetto Agro Veientano, dominato dalla città etrusca di Veio e caratterizzato da interessanti elementi storici, naturalistici e paesaggistici.

## Comuni
I comuni interessati dal parco sono 9:
- Campagnano di Roma
- Castelnuovo di Porto
- Formello
- Magliano Romano
- Mazzano Romano
- Morlupo
- Riano
- Roma
- Sacrofano

## Monumenti e luoghi d'interesse
- la villa romana di Campetti, rovine archeologiche che si estendono per 10000 metri quadrati, in cui si riconoscono una cisterna e un ninfeo
- una zona funeraria, nella quale resta accessibile la tomba delle anatre
- la Mola di Isola Farnese, mulino dei primi del Novecento con il suo Fosso della Mola
- Fosso Piordo o cascata della Mola, piccola cascata nei pressi del mulino; la cascata cinge la zona ove si trovava l'antica Veio, la cascata si divide in due parti, la prima, più piccola, che si getta nuovamente dopo alcuni metri, la seconda, da un'altezza di circa 20 metri[1]
- Il biotopo del Follettino

## Flora
Si distinguono varie tipicità a seconda del carattere della zona.
Nell'area centro settentrionale del parco, con boschi di tipo mesofilo e meso-termofilo, si possono riconoscere: il cerro (Quercus cerris), l'acero (Acer campestre), il carpino nero (Ostrya carpinifolia), il bagolaro (Celtis australis), l'orniello (Fraxinus ornus), il castagno (Castanea sativa), il carpino bianco (Carpinus betulus), il leccio (Quercus ilex), roverella (Quercus pubescens).
Nel sottobosco sono presenti: il biancospino (Crataegus monogyna), il corniolo (Cornus mas), la sanguinella (Cornus sanguinea), il ligustro (Ligustrum vulgare), la berretta da prete (Euonymus europaeus), il rovo (Rubus ulmifolius), il prugnolo (Prunus spinosa), la rosa di S. Giovanni (Rosa sempervirens), la primula (Primula veris), la melissa (Melittys melissophyllum), il gigaro chiaro (Arum italicum), la viola mammola (Viola alba), l'euforbia delle faggete (Euphorbia amygdaloides), l'anemone degli Appennini (Anemone apennina), l'edera (Hedera helix), la vitalba (Clematis vitalba), l'asparago selvatico (Asparagus acutifolius), e l'aristolochia rotonda (Aristolochia rotunda).

## Fauna
Mammiferi
Cinghiale (Sus scrofa)
Volpe (Vulpes vulpes)
Daini (Dama dama)
Lepre italica (Lepus corsicanus)
Lepre europea (Lepus europaeus)
Lupo grigio appenninico (Canis lupus italicus)
Riccio europeo (Erinaceus europaeus)
Istrice (Hystrix cristata)
Moscardino (Muscardinus avellanarius)
Talpa
Scoiattolo
Uccelli
Picchi:
Torcicollo (Jynx torquilla)
Picchio verde (Picus viridis)
Picchio rosso maggiore (Dendrocopos major)
Passeriformi
Usignolo di fiume (Cettia cetti)
Ballerina gialla (Motacilla cinerea)
Allodola (Alauda arvensis)
Strillozzo (Emberiza calandra)
Cappellaccia (Galerida cristata)
Pigliamosche (Muscicapa striata)
Altri uccelli:
Gallinella d'acqua (Gallinula chloropus)
Pavoncella (Vanellus vanellus)
Fagiano comune (Phasianus colchicus)
Quaglia (Coturnix coturnix)
Anfibi
Urodeli:
Salamandra pezzata (Salamandra salamandra)
Tritone italico (Lissotriton italicus)
Salamandrina dagli occhiali (Salamandrina perspicillata)
Rettili
Serpenti:
Biscia dal collare (Natrix helvetica)
Biscia tassellata (Natrix tessellata)
Vipera comune (Vipera aspis)
Saettone (Zamenis longissimus)
Cervone (Elaphe quatuorlineata)
Colubro liscio (Coronella austriaca)
Colubro dai riccioli (Coronella girondica)
Tartarughe e testuggini:
Tartaruga palustre europea (Emys orbicularis)
Testuggine dalle orecchie gialle (Trachemys scripta scripta) (Specie invasiva)
Testuggine di Hermann (Testudo hermanni)
Lucertole:
Lucertola campestre (Podarcis siculus)
Lucertola muraiola (Podarcis muralis)
Ramarro occidentale (Lacerta bilineata)
Altri rettili:
Orbettino italiano (Anguis veronensis)
Luscengola (Chalcides chalcides)
Geco verrucoso (Hemidactylus turcicus)
Geco dei muri mediterraneo (Tarentola mauritanica)
Insetti
Varie farfalle:
Farfalle diurne:
Arge (Melanargia arge)
Polissena (Zerynthia polyxena)
Farfalle notturne:
Cilix hispanica
Eupithecia inturbata
Araeopteron ecphaea

## Cultura
Nel parco di Veio sono state girate alcune scene del film Sexum superando - Isabella Morra (2005), diretto da Marta Bifano, con Micaela Ramazzotti e Pino Calabrese.
Nel parco vi sono vari musei
- Museo Civico Archeologico di Campagnano;
- Museo dell'agro veientano;
- Museo di Casale Malborghetto;
- Museo della civiltà contadina Casolare 311